# 克莱德·塞夫顿
克莱德·塞夫顿（英語：Clyde Sefton，1951年1月20日—），澳大利亚男子自行车运动员。他曾代表澳大利亚参加1972年和1976年夏季奥林匹克运动会自行车比赛，其中1972年奥运会获得一枚银牌。